# یوویتا بودنیک
یوویتا بودنیک (لهستانی: Jowita Budnik؛ زادهٔ ۲۸ نوامبر ۱۹۷۳) بازیگر اهل لهستان است. وی دانش‌آموختهٔ دانشگاه ورشو است.

از فیلم‌ها یا برنامه‌های تلویزیونی که وی در آن نقش داشته‌است، می‌توان به گوش آقای رئیس، یخ‌ژاله، ماری کوری، تمام ترس‌های ما، اعتصاب، دختران جنگ و بدهی اشاره کرد.